# Hochobir
Hochobir är ett berg i Österrike.   Det ligger i distriktet Klagenfurt-Land och förbundslandet Kärnten, i den sydöstra delen av landet, 240 km sydväst om huvudstaden Wien. Toppen på Hochobir är 2 139 meter över havet, eller 1 074 meter över den omgivande terrängen. Bredden vid basen är 8,0 km.
Terrängen runt Hochobir är varierad. Närmaste större samhälle är Klagenfurt, 19,1 km nordväst om Hochobir. 
I omgivningarna runt Hochobir växer i huvudsak blandskog. Runt Hochobir är det ganska glesbefolkat, med 47 invånare per kvadratkilometer.